# 馬德拉維亞斯普林斯 (印地安納州)
馬德拉維亞斯普林斯（英語：Mudlavia Springs）是位於美國印地安納州沃倫縣的一個鬼鎮。該地的面積和人口皆未知。

## 地理
馬德拉維亞斯普林斯所處的海拔為高於海平面172米（即564英呎），而該地所採用的時區為UTC-5，即北美東部時區（EST）。同時該地設有夏令時間，為UTC-5調快一小時，即UTC-4（EDT）。